# جائزة كيوتو
جائزة كيوتو (باليابانية: 京都 賞 ، بالروماجي: كيوتو شو؟) هي أعلى جائزة يابانية خاصة للإنجازات العالمية. لا تُمنح هذه الجائزة فقط لمن هو أفضل في اختصاصه بل لمن أدخل الإنسانية في عمله، تُمنح هذه الجائزة مُنذ عام 1985 من قِبل مؤسسة اينامورى، التي أسسها كازو اينامورى. الأميرة تاكامودو هي الرئيسة الفخرية للجائزة.
يتم الإعلان عن أسماء الفائزين في يونيو من كل عام ثم تُمنح هذه الجائزة سنوياً في نوفمبر إلى «أولئك الذين ساهموا بشكل كبير في تحسين المجال العلمي والثقافي والروحي للبشرية». وتُقدم الجائزة لاختصاصات معينة في مجالات التكنولوجيا المتقدمة، والعلوم الأساسية والآداب والفلسفة.
مقر الجائزة في مدينة كيوتو في اليابان وتبلغ الجائزة مقدار 100 مليون ين ياباني (أكثر من 900 ألف دولار).